# 劉虹
劉 虹（りゅうこう、リウ・ホン、簡体字：刘虹、ラテン文字表記：Liu Hong、1987年5月12日 - ）は、中華人民共和国の陸上競技選手。江西省吉安市安福県出身。競歩を専門とする。50キロメートル競歩の世界記録保持者。リオデジャネイロオリンピックと北京世界陸上の20キロメートル競歩の金メダリスト。
劉は2006年に世界ジュニア選手権とアジア競技大会で優勝し、世界に頭角を現した。翌2007年の世界選手権は19位と苦いデビュー戦となったが、2008年北京オリンピックでは4位で競技を終えた。世界レベルの主要大会での最初のメダルは2009年の世界選手権で獲得した銅メダルであった。同年、中華人民共和国全国運動会で優勝を果たす。2009年のアジア選手権では失格となり、日本の川崎真裕美に優勝を渡した。
劉は2010年のアジア競技大会で再度優勝を飾り、1時間30分06秒の大会新記録を樹立した。2011年シーズンはスイス・ルガーノで開かれたIAAF世界競歩チャレンジの一戦で優勝という好調な滑り出しを見せた。これに続いて江蘇省蘇州市の太倉市で開かれた世界競歩チャレンジの一戦で自己ベストと同タイムをマークし、アイルランド・ダブリンの拓かれた競歩チャレンジの一戦も制した。そして世界選手権ではオルガ・カニスキナにあと一歩およばず、銀メダルとなった。
2012年には、20km競歩で王妍が10代の時にマークしたアジア記録1時間26分22秒を塗り替える1時間25分46秒を太倉市で記録した。こうして臨んだロンドンオリンピックでも快走を見せるも4位とメダルを逃し、銅メダルを獲得した切陽什姐にアジア記録を破られてしまった。しかしながら世界競歩チャレンジファイナルで切陽什姐に勝利したばかりでなく、金冰洁が22歳のときにマークした5000メートル競歩のアジア記録を更新した。2013年シーズンは世界競歩チャレンジの一戦であるメモリアル・アルビセッティ（Memorial Albisetti）にて1時間27分06秒の大会新記録を出した。世界選手権ではベラ・ソコロワが先行していたが、公道から陸上競技場に戻ってきたところでソコロワが失格となり、後を追っていた劉が銅メダルを獲得した。

## 主な成績
| 年       | 大会               | 開催地                   | 順位     | 種目      | 記録          |
| 中国代表 | 中国代表           | 中国代表                 | 中国代表 | 中国代表  | 中国代表      |
| -------- | ------------------ | ------------------------ | -------- | --------- | ------------- |
| 2006     | 世界ジュニア選手権 | 中国北京                 | 1位      | 10,000 mW | 45分12秒84    |
| 2006     | ワールドカップ競歩 | スペインア・コルーニャ   | 6位      | 20kmW     | 1時間28分59秒 |
| 2006     | アジア競技大会     | カタールドーハ           | 1位      | 20kmW     | 1時間32分19秒 |
| 2007     | 世界選手権         | 日本大阪                 | 19位     | 20kmW     | 1時間36分40秒 |
| 2008     | オリンピック       | 中国北京                 | 4位      | 20kmW     | 1時間27分17秒 |
| 2009     | 世界選手権         | ドイツベルリン           | 3位      | 20kmW     | 1時間29分10秒 |
| 2010     | アジア競技大会     | 中国広州市               | 1位      | 20kmW     | 1時間30分06秒 |
| 2011     | 世界選手権         | 韓国大邱                 | 2位      | 20kmW     | 1時間30分00秒 |
| 2012     | オリンピック       | イギリスロンドン         | 3位      | 20 kmW    | 1時間26分00秒 |
| 2013     | 世界選手権         | ロシアモスクワ           | 3位      | 20 kmW    | 1時間28分10秒 |
| 2015     | 世界選手権         | 中国北京                 | 1位      | 20 kmW    | 1時間27分45秒 |
| 2016     | オリンピック       | ブラジルリオデジャネイロ | 1位      | 20 kmW    | 1時間28分35秒 |